# Toevadepressie

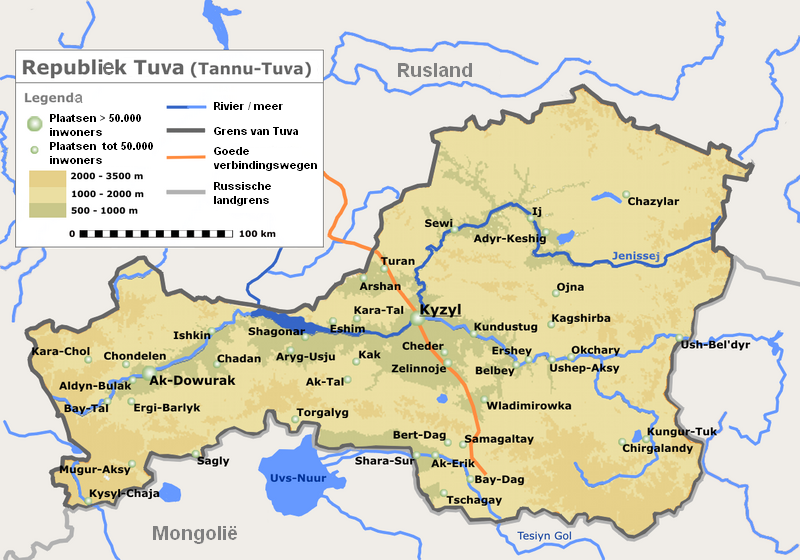
Kaart van Toeva, waarbij het donkere gebied in het westen grofweg overeenkomt met de Toevadepressie

De Toevadepressie (Russisch: Тувинская котловина; Toevinskaja kotlovina) is een intermontane depressie in het Zuid-Siberisch Gebergte, gelegen in het zuid-centrale deel van Siberië, rond een deel van de bovenloop van de Jenisej in de Russische autonome republiek Toeva (Tyva). De depressie heeft een lengte van ongeveer 400 kilometer en een breedte die varieert tussen de 25 en 70 kilometer. De hoogte van de vlakke, op sommige plekken heuvelachtige, depressie varieert tussen de 600 en 900 meter. Aan de randen wordt het begrensd door uitlopers van de bergmassieven Westelijke Sajan, Sjapsjal, Sangilen, Tannoe-Ola en Akademika Obroetsjeva. De grootste rivieren in de depressie zijn de Verchni Jenisej (Oeloeg-Chem; bovenloop van de Jenisej) en haar zijrivier de Chemtsjik. De depressie wordt onderverdeeld in een westelijk deel (Chemtsjikdepressie) en een oostelijk deel (Oeloeg-Chemdepressie) door het lage bergmassief Adar-Dasj.
Op de vlakte wordt graan (tarwe, gerst en gierst) verbouwd en er worden ook schaapskudden gehouden. De Toeviense steden Kyzyl, Sjagonar, Tsjadan en Ak-Dovoerak liggen op de depressie.